# František Svoboda
František Svoboda (Vienna, 5 agosto 1906 – 6 luglio 1948) è stato un calciatore cecoslovacco, di ruolo attaccante.
Intorno alla metà degli anni trenta era ritenuto tra i giocatori più forti della propria nazionale.

## Carriera

### Club
Ha militato per 14 anni nello Slavia Praga, club con cui ha vinto 8 campionati e una Coppa Mitropa

### Nazionale
Debuttò in nazionale nell'amichevole contro l'Ungheria disputata il 6 giugno 1926; entrò nella ripresa al posto di Otto Fleischmann.
Ha preso parte al Campionato mondiale di calcio 1934, ottenendo il secondo posto dopo la sconfitta in finale contro l'Italia.

## Palmarès

### Club

#### Competizioni nazionali
- Campionato cecoslovacco: 8

Slavia Praga: 1928-1929, 1929-1930, 1930-1931, 1932-1933, 1933-1934, 1934-1935, 1936-1937, 1939-1940

#### Competizioni internazionali
- Coppa Mitropa: 1

Slavia Praga: 1938

### Individuale
- Capocannoniere del campionato cecoslovacco: 1

1934-1935 (27 gol)